# پارک ملی لیهرنه
پارک ملی لیهرنه (به لاتین: Lierne National Park) یک پارک ملی در نروژ است که در Lierne واقع شده‌است.

## جغرافیا
پارک در شهرداری لیورن در شهرستان تروندلاگ، نروژ قرار دارد و با ۳۳۳ کیلومتر مربع (۱۲۹ مایل مربع) وسعت در ۱۷ دسامبر ۲۰۰۴ با قطعنامه سلطنتی تأسیس شد. روباه نادر قطب شمال نیز در این منطقه زندگی می‌کند.

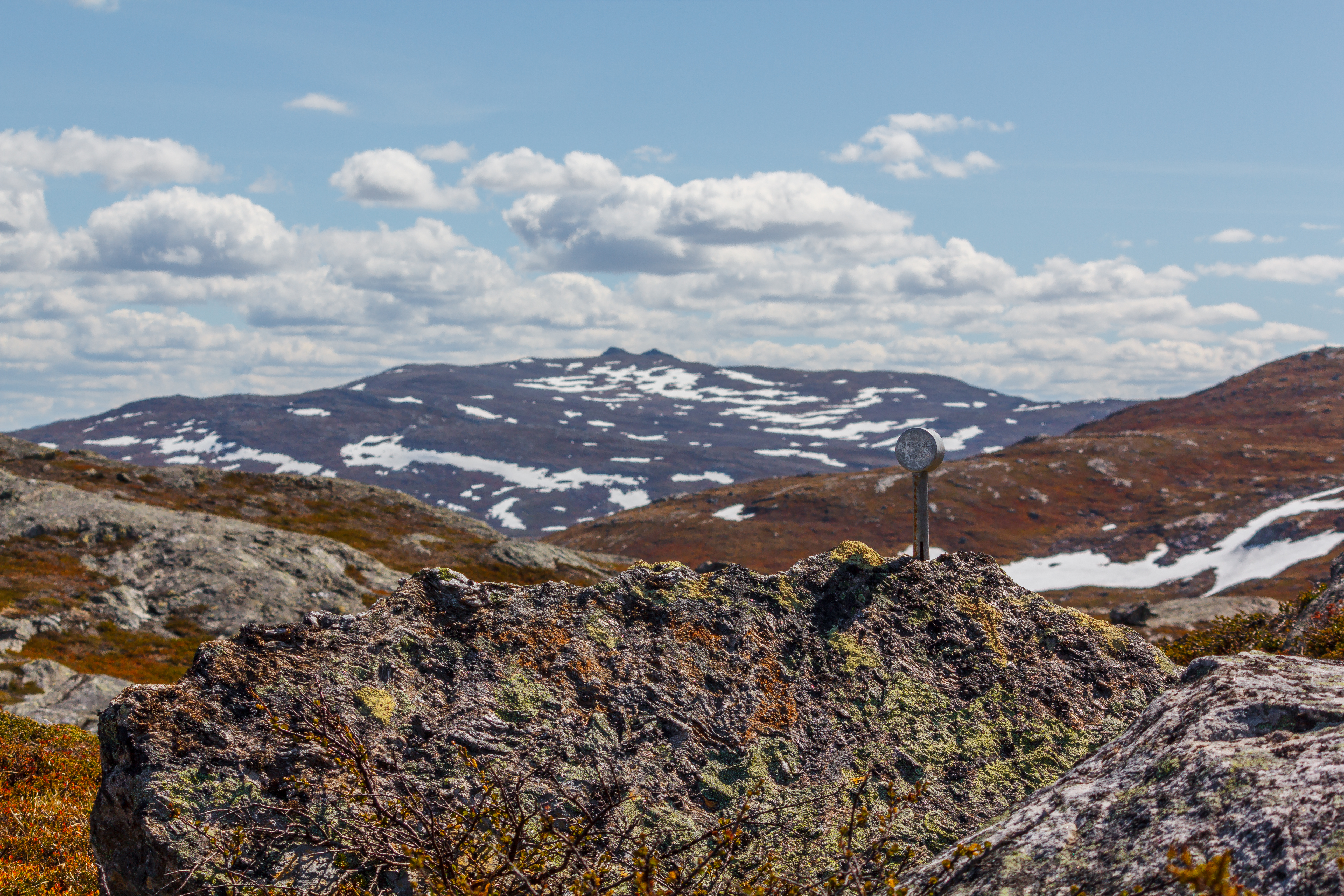
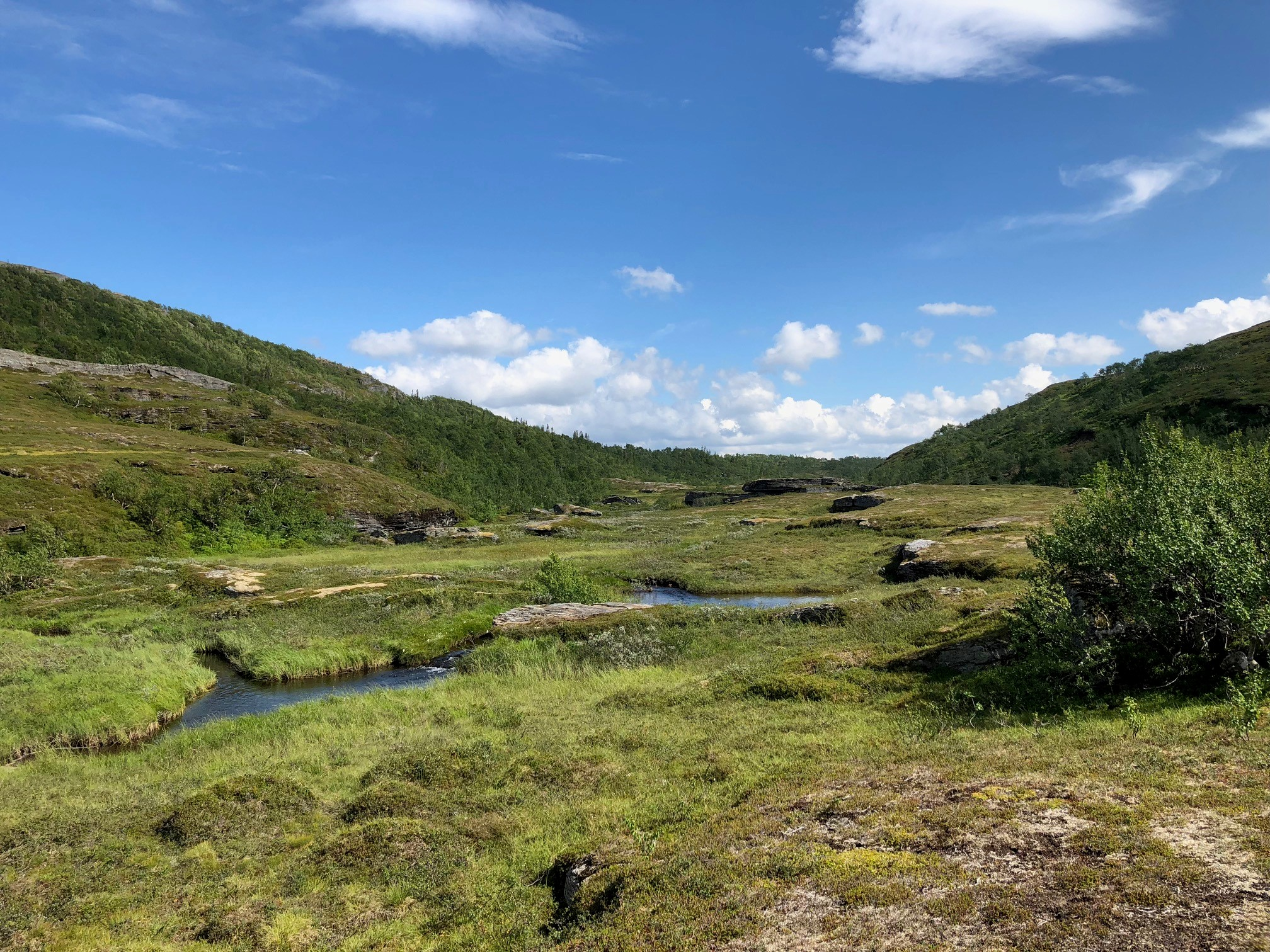
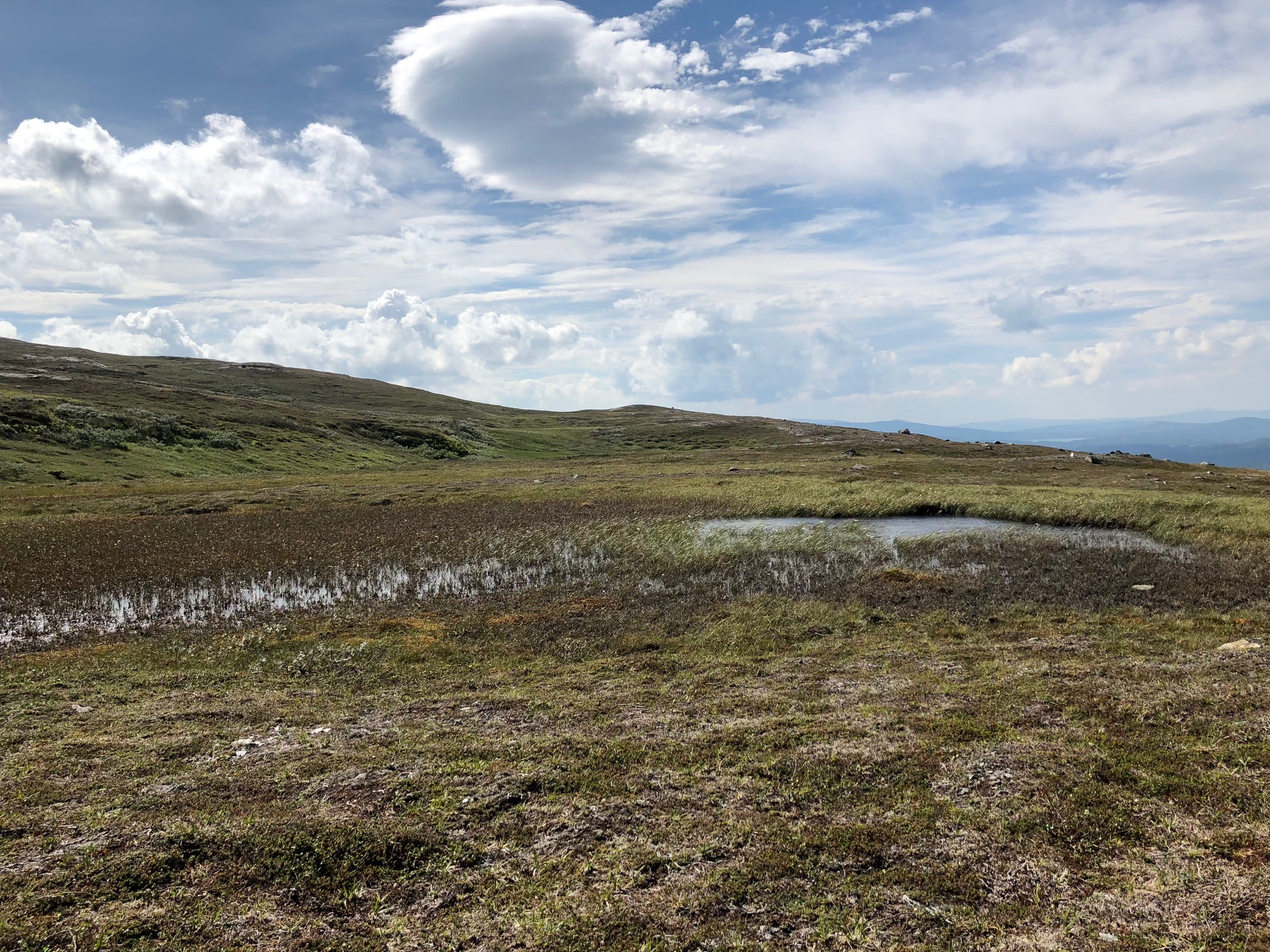
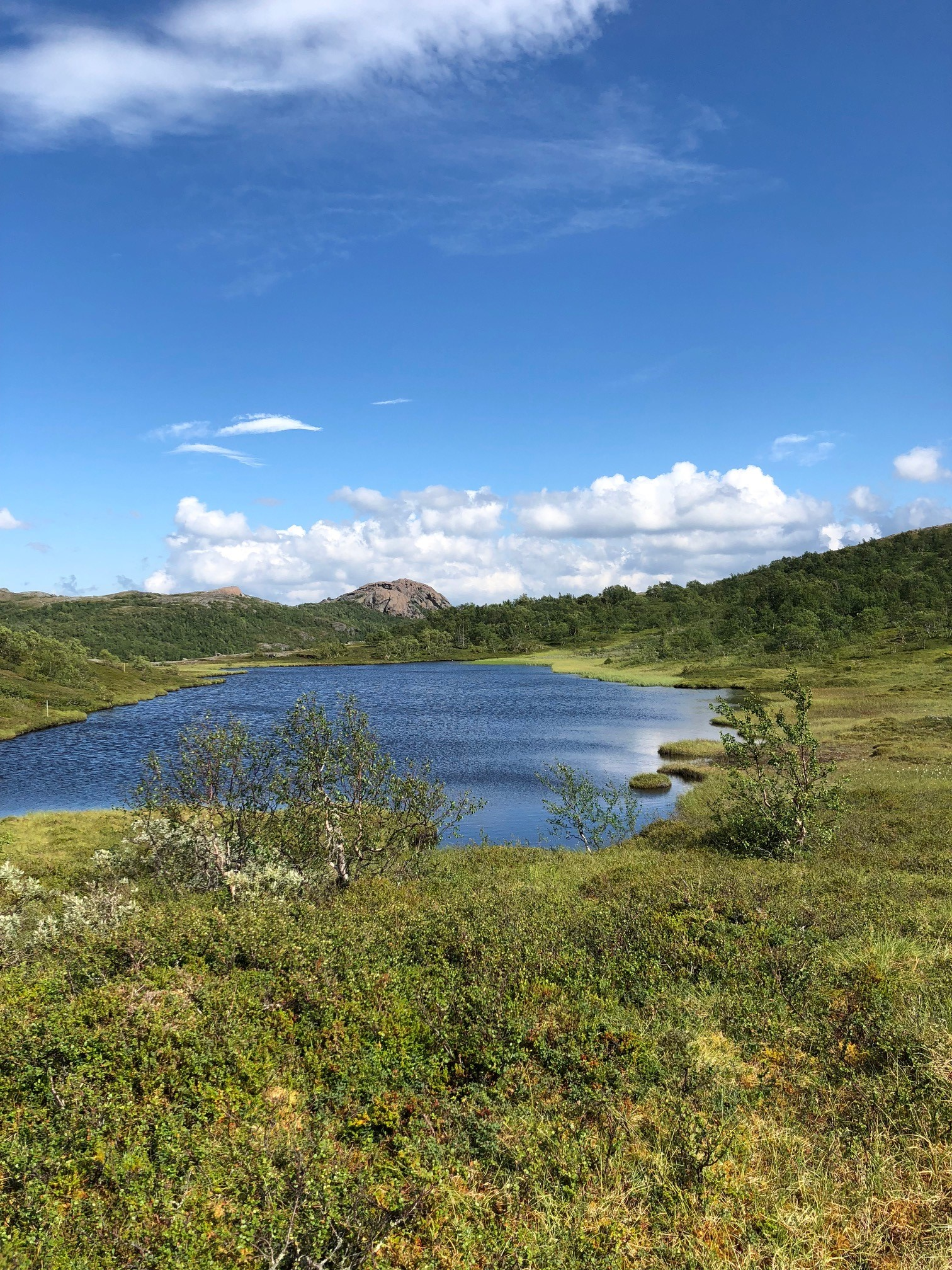